# Gabriele Balducci
Gabriele Balducci (Pontedera, 3 november 1975) is een voormalig Italiaans wielrenner. De Italiaan, die redelijk kon sprinten, werd prof in 1997 en won onder meer etappes in de Tirreno-Adriatico en de Ronde van de Middellandse Zee. In januari 2009, toen bekend werd dat hij aan hartritme-stoornissen leed, besloot Balducci per direct een punt achter zijn loopbaan te zetten.

## Belangrijkste overwinningen
1996
La Popolarissima
Coppa della Pace
Gran Premio Industrie del Marmo
1998
1e etappe Tirreno-Adriatico
1999
1e etappe Ronde van Slovenië
Puntenklassement Ronde van Slovenië
Giro del Lago Maggiore
2001
4e etappe Ronde van de Middellandse Zee
2006
2e etappe Wielerweek van Lombardije
2007
5e etappe Ronde van de Middellandse Zee
7e etappe Ronde van Italië*
2008
Grote Prijs van de Etruskische Kust
1e etappe Ronde van Reggio Calabria
3e etappe Wielerweek van Lombardije
* Na diskwalificatie Alessandro Petacchi

## Resultaten in voornaamste wedstrijden
| Jaar | Ronde van Italië | Ronde van Frankrijk | Ronde van Spanje |
| ---- | ---------------- | ------------------- | ---------------- |
| 1997 | opgave           |                     | opgave           |
| 1998 |                  |                     |                  |
| 1999 | 102e             |                     |                  |
| 2000 |                  |                     | opgave           |
| 2001 |                  |                     |                  |
| 2002 |                  |                     | opgave           |
| 2003 | opgave           |                     |                  |
| 2004 |                  |                     |                  |
| 2005 |                  |                     |                  |
| 2007 | opgave (1)       |                     |                  |
| 2008 |                  |                     |                  |

| Jaar | Milaan-San Remo | Gent-Wevelgem | Ronde van Vlaanderen | Parijs-Roubaix | Amstel Gold Race | E3 Harelbeke | Cyclassics Hamburg | Omloop Het Volk |
| ---- | --------------- | ------------- | -------------------- | -------------- | ---------------- | ------------ | ------------------ | --------------- |
| 1997 | 144e            | 142e          |                      |                |                  |              |                    |                 |
| 1998 |                 | 13e           |                      |                |                  |              | 36e                |                 |
| 1999 | 10e             |               |                      |                |                  | 8e           |                    |                 |
| 2000 | 10e             |               |                      |                |                  |              | 6e                 |                 |
| 2001 | 7e              | Goud          | 14e                  |                |                  | 6e           | 13e                |                 |
| 2002 |                 | 77e           |                      | 45e            | 56e              |              | 22e                | 51e             |
| 2003 | 102e            |               | 24e                  |                |                  |              |                    | 9e              |
| 2004 | 55e             | 36e           | 112e                 |                |                  | 6e           |                    |                 |
| 2005 | 131e            |               |                      |                |                  |              |                    |                 |
| 2007 | 7e              |               |                      |                |                  |              |                    | 17e             |
| 2008 |                 | 32e           |                      |                |                  |              |                    |                 |

## Ploegen
- 1997 –  Refin-Mobilvetta
- 1998 –  Scrigno-Gaerne
- 1999 –  Navigare-Gaerne
- 2000 –  Fassa Bortolo
- 2001 –  Tacconi Sport-Vini Caldirola
- 2002 –  Tacconi Sport
- 2003 –  Vini Caldirola-Saunier Duval
- 2004 –  Saeco Macchine Per Caffè
- 2005 –  Acqua e Sapone-Adria Mobil
- 2006 –  Acqua e Sapone
- 2007 –  Acqua e Sapone-Caffè Mokambo
- 2008 –  Acqua e Sapone-Caffè Mokambo